# الاستشهاد في إيران
يُفهم مفهوم الاستشهاد في العالم الغربي على أنه مواجهة الاضطهاد وإعطاء المرء حياته لمجموعة من المعتقدات، وغالبًا ما تكون المعتقدات الدينية. يتسع تعريف الاستشهاد في إيران، حيث يُقدّر الشهداء بشكل كبير، بمن فيهم شهداء الماضي البعيد وكذلك شهداء العصر الحديث. في إيران، الإسلام الشيعي هو دين الأغلبية، بنسبة 89٪ من 79 مليون نسمة،  وهو جزء مهم جدًا من الحياة العامة والسياسية. تشكل مفهوم الاستشهاد عند الشيعة بوفاة شهداء الدين الشيعي الأوائل، علي وحسين بن علي، كما ساهم المجتمع الإيراني والحكومة في تشكيل مفهوم الاستشهاد في العصر الحديث. أدت أهمية الاستشهاد في الإسلام الشيعي إلى وجود نوع من «عبادة الاستشهاد» في المجتمع الإيراني.

## الجذور الشيعية

### استشهاد علي وحسين
تعود جذور نشأة الإسلام الشيعي إلى فكرة أن السلطة الكاريزمية والسياسية والدينية التي يمتلكها النبي محمد قد تم نقلها إلى نسله البيولوجي بعد وفاته عام 632 م. وبالتالي كان من المفترض أن ينتقل الادعاء الناتج عن القيادة الشرعية للمجتمع الإسلامي (الأمة)، في شكل الإمامة، إلى أحفاد ابنة محمد فاطمة (606-632) وزوجها علي بن أبي طالب (600-661). لكن الواقع السياسي في العقود التي تلت وفاة النبي اختلف عن تلك الرؤية. بعد وفاة النبي محمد عام 632، نشأ خلاف بين أتباع محمد على من يجب أن يكون خليفة للنبي. انقسم المسلمون بين مجموعتين، مؤيدة لأبي بكر الصحابي، ومن أيد علي ابن عم النبي وصهره. في النهاية، أصبح أبو بكر الخليفة الأول، وأتباعه يعرفون اليوم باسم المسلمين السنة. يُعرف أتباع علي بالمسلمين الشيعة. خدم أبو بكر لمدة عامين، وعين عمر خلفًا له عام 634. شغل عمر الخليفة لمدة عشر سنوات، كان خلالها مسؤولاً عن الانتشار السريع للإسلام من خلال المكاسب العسكرية والإقليمية. عند وفاته عام 644، انتخب مجلس من القادة الإسلاميين خليفة جديدًا، عثمان بن عفان، من الأسرة الأموية. ومع ذلك، في 656 من أنصار علي، الذين اعتقدوا أن سليل النبي يجب أن يقود المجتمع الإسلامي، اغتالوا عثمان ونصب علي الخليفة الرابع. شاب عهد علي العديد من الصراعات العنيفة بين أنصاره وأنصار معاوية الأول، أحد أقارب عثمان وحاكم سوريا. عندما قُتل علي في عام 661 على يد أحد أنصار معاوية، أصبح أول شهيد لدى الشيعة. كان لعلي ولدان، حسن بن علي وحسين، يعتقد الشيعة أنهما واصلوا نضال والدهم بطرق مختلفة. تنازل حسن عن حقه في الخلافة في حل وسط مع معاوية، والذي يعتبره الشيعة اعتراف حسن العقلاني بالقيود الخاصة به في ذلك الوقت، لكن حسين سعى إلى إعادة الخلافة إلى عائلة علي بالوسائل العسكرية. عندما توفي معاوية عام 680 وتولى ابنه يزيد الأول الخلافة، جدد الحسين جهوده لاستعادة الخلافة. بناء على نصيحة من أنصاره في الكوفة، التي يفترض أنها معقل لدعم الشيعة، سافر حسين وأعداد صغيرة من عائلته وأنصاره إلى الكوفة، للتخييم في كربلاء القريبة. ومع ذلك، كان والي الكوفة على علم بوجود حسين وأرسل ما يقرب من 4000 جندي إلى كربلاء. بعد عدة أيام من المفاوضات الفاشلة، حيث رفض الحسين الاعتراف يزيد الخليفة، قام جنود الحاكم بذبح حسين و 72 من رجاله. ورفعت هذه المجزرة، التي وقعت في العاشر من شهر محرم، استشهاد الحسين إلى مستويات شبه أسطورية في المعتقد الشيعي.

### محرم وعاشوراء

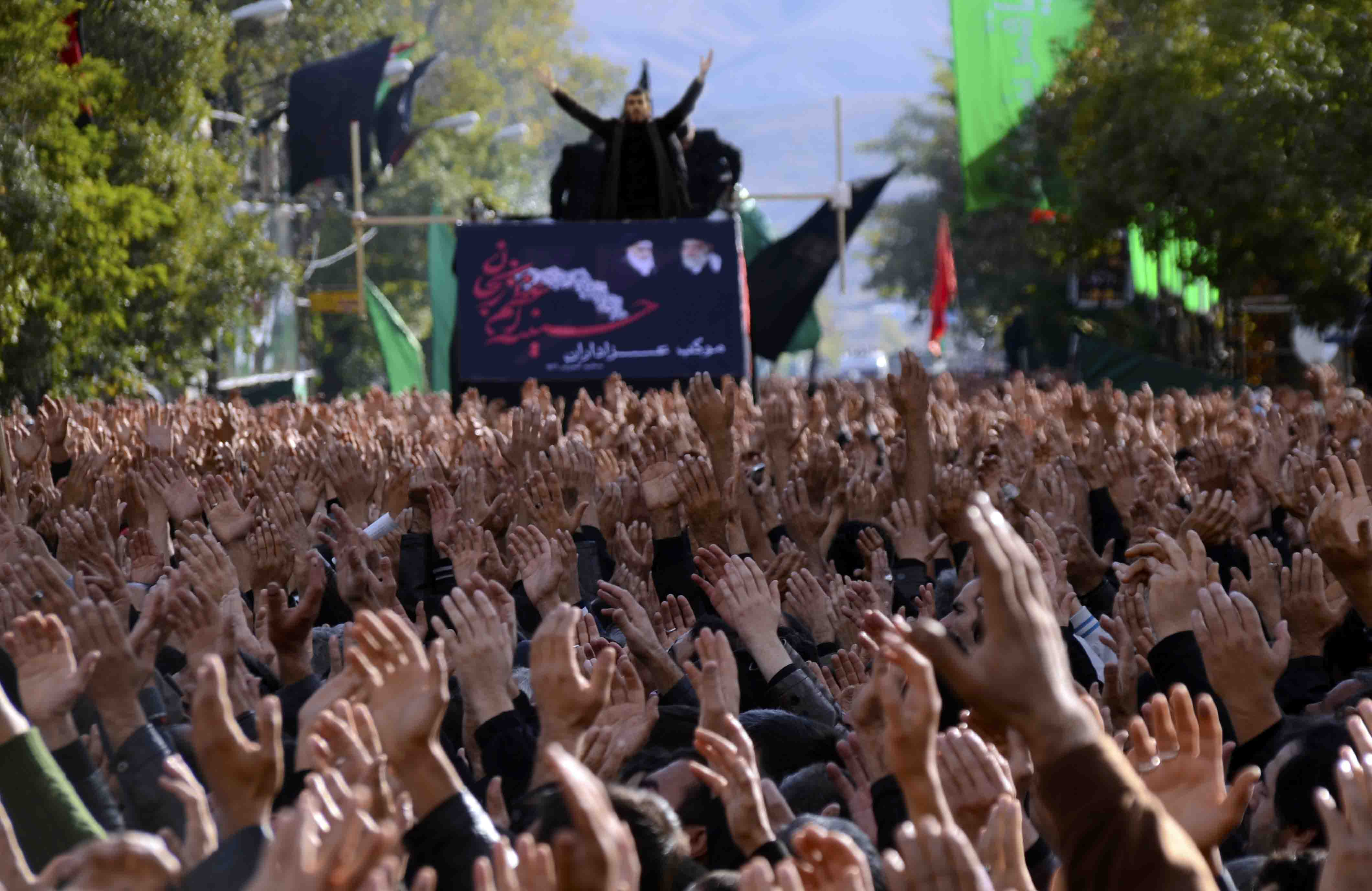
عزاء محرم في إيران

يتجلى التركيز الإيراني على شهداء الماضي، وخاصة الإمام الحسين، في شهر محرم. تمتلئ الأيام العشر الأولى من هذا الشهر بالمواكب العامة والمظاهرات التي تذكّر بمعاناة الحسين. هذه المظاهرات تحدث منذ مئات السنين. قدم المستكشف توماس هربرت تقريراً عن رحلاته إلى المنطقة المعروفة الآن بإيران في عام 1650، وقدم هذا الوصف لأحداث محرم: «لقد رأيتهم تسعة أيام في كل يوم في حشود كبيرة، في الشوارع جميعًا يصرخون حسینًا. حسین». خلال هذه الأيام العشرة، أعاد المعزين تمثيل الأحداث في كربلاء واحترامهم للحسين والعديد من رفاقه وأفراد أسرته الذين استشهدوا أيضًا.

### شهداء العصر الحديث
في إيران اليوم، يعتبر من استشهدوا في الثورة والجنود الذين ماتوا في حرب إيران صدام شهداء أيضًا. كما يتم التعامل مع هؤلاء الشهداء المعاصرين باحترام كبير بعد وفاتهم. تبدأ المعاملة الخاصة للشهداء أثناء الدفن، حيث يكون للشهداء طقوس دفن خاصة  ويتم الحفاظ على القبور جيدًا، وتحيط بها الأعلام الإسلامية، والنباتات الظليلة، والصور المؤطرة للمتوفى، والمنحوتات الجميلة من آيات قرآنية. اكتسبت المقابر التي تحوي جثث الشهداء خصائص الحديقة العامة، حيث تتجمع العائلات للتنزه بالقرب من قبور أحبائهم أثناء الاستماع إلى فناني الأداء المعينين وهم يعزفون الموسيقى أو يتلوون الشعر أو يقرؤون آيات من القرآن. أكبر هذه المقابر هي جنة الزهراء، حيث يوجد مسرح يعيد تمثيل المعارك الدرامية من الحرب. تقوم الدولة بالكثير لتذكير الجمهور بتضحيات الموتى حتى خارج المقبرة. بعد الحرب الإيرانية صدام الحسین، تم تغيير العديد من أسماء الشوارع والمدارس إلى أسماء شهداء، ولا تزال هذه الأسماء قائمة حتى اليوم. صور الجنود القتلى مدرجة في الجداريات التي تصطف على جانبي الشوارع، وصور الشهداء معلقة على الجدران في المساجد المحلية. يمكن العثور على متاحف الشهداء في معظم المدن الإيرانية الكبرى،  كما توجد بعض المعسكرات حيث يمكن لأطفال شهداء الحرب الإيرانية صدام الذهاب للتعرف على تضحيات آبائهم وغناء أغاني من الثورة. بالإضافة إلى ذلك، تظهر موضوعات الاستشهاد في كتب الأطفال المدرسية منذ الصغر.

### الحراك الاجتماعي
في حين أن فقدان أحد أفراد أسرته يعد حدثًا مأساويًا ومؤلمًا للأسرة، فقد تم الاعتناء بعائلات الشهداء في إيران. إن وجود شهيد في الأسرة يعني تنقلًا اجتماعيًا فوريًا ودائمًا للعديد من العائلات. لقد كان من دواعي الاحترام أن فقدت ابنًا في الحرب، كما أن العروض العامة لتكريم الشهداء أبقت ذكرى فقدان عائلة حية في المجتمع. حتى فيما يتجاوز الدعم الاجتماعي للمجتمع، حصلت عائلات الشهداء على بعض الفوائد الملموسة. وخصصت نسبة كبيرة من المواقع في العديد من المدارس لأبناء الشهداء، كما أن وجود شهيد في الأسرة يمنح طالب الوظيفة ميزة على المتقدمين الآخرين. وقد تم تسليم شهادات استشهاد لأهالي شهداء الحرب في حالة وفاة طفلهم مما منحهم خصومات على البقالة والملابس. أنشئت الجمعيات لغرض وحيد هو مساعدة شهداء العائلات أو «الشهداء الأحياء» الذين أصيبوا خلال الحرب صدام الإيرانية. ومع ذلك، اشتكت بعض العائلات، خاصة في وقت لاحق في الحرب الإيرانية صدام، من تجاهل تضحياتهم بشكل متزايد، وتناقص التبرعات المخصصة لعائلات الشهداء.

## تسييس الاستشهاد

### ثورة

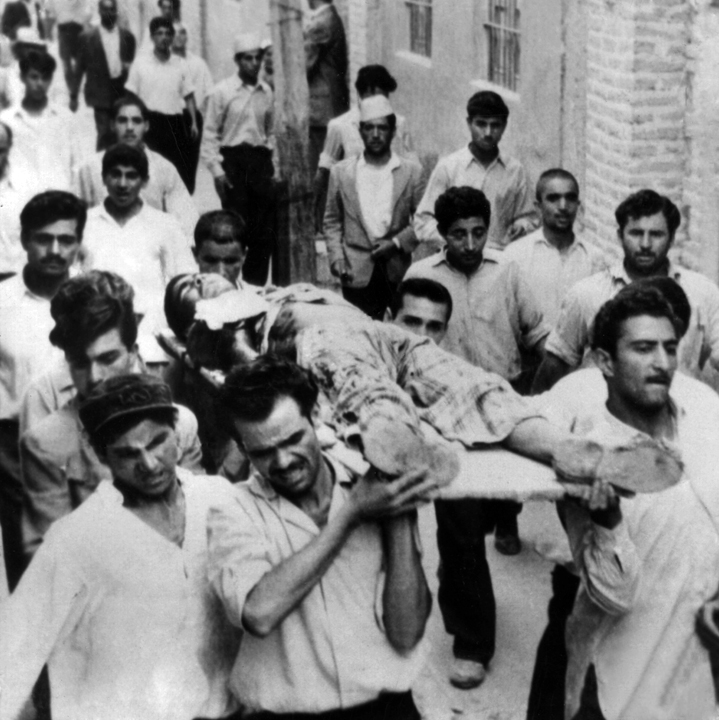
متظاهرون يحملون جثة أحد الضحايا

لعب مفهوم الاستشهاد في المجتمع الإيراني دورًا مهمًا في الصراعات السياسية الكبرى في القرن الماضي. أثناء الثورة الإيرانية عام 1979، أعاد القادة الثوريون مثل روح الله الخميني تفسير أحداث كربلاء على أنها وقفة ضد الاضطهاد،  باستخدام هذه الرواية لتقوية عزيمة الناس ضد زعيم إيران في ذلك الوقت، محمد رضا بهلوي. أشار روح الله الخميني إلى كربلاء والاستشهاد مرات عديدة في خطبه، وعلى الأخص في الخطاب الذي ألقاه عشية رحيل الشاه عن إيران «علمنا (حسين) أنه إذا حكم طاغية على المسلمين في أي عصر، يجب أن ننهض. ضده». ووصف الخميني الشاه بأنه «يزيد في عصرنا»  إشارة إلى الخليفة في عهد الحسين الذي كان جنوده مسؤولين عن مذبحة كربلاء. كما عكست الشعارات الشعبية أهمية رموز الاستشهاد، مثل الشعار الذي غالبًا ما يظهر على اللافتات: «كل أرض كربلاء، كل شهر محرم، كل يوم عاشوراء». لذلك اعتبر الثوار من ماتوا على يد مخابرات الشاه شهداء، لا سيما من قُتلوا خلال مذبحة الجمعة السوداء (رابط)، اشتباك بين القوات الحكومية والمتظاهرين السلميين أدى إلى مقتل حوالي 100 شخص. كان استعداد الثوار للموت من أجل قضيتهم باسم الشهادة أداة قوية في إسقاط الشاه. غالبًا ما تحدث الاشتباكات الكبرى مع الشرطة في دورة مدتها 40 يومًا، حيث تطلب التقاليد الإيرانية 40 يومًا من الحداد تنتهي بمواكب تذكارية عامة للمتوفى. وهكذا تحولت المواكب التذكارية لشهداء الثورة إلى مسيرات احتجاجية أدت إلى مزيد من الاشتباكات مع الشرطة وسقوط المزيد من القتلى، مما أدى إلى عودة الدورة من جديد وزيادة عدد المشاركين وبالتالي زيادة قوة الثورة. بالإضافة إلى ذلك، كان الأفراد المشاركون في هذه المسيرات الاحتجاجية يرتدون أحيانًا ملابس الدفن البيضاء أثناء المسيرة للدلالة على استعدادهم للموت كشهداء من أجل القضية. شكلت رمزية الاستشهاد نقطة التقاء للثورة وربطت أحداث ذلك الوقت بواحدة من أهم الروايات التاريخية في الثقافة الإيرانية، مجزرة كربلاء واستشهاد الحسين.

### الحرب صدام مع الايران

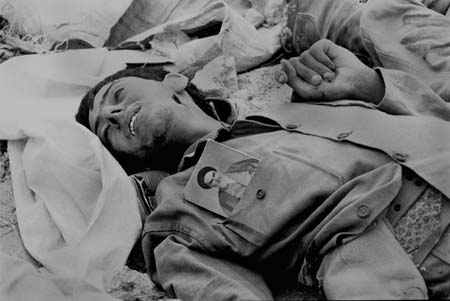
مقتل جندي إيراني خلال الحرب العراقية الإيرانية مع صورة روح الله الخميني على زيه العسكري

اتسع نطاق تعريف الشهيد خلال الحرب العراقية الإيرانية من 1980 إلى 1988. الحرب المكلفة والمدمرة للغاية بين دولة يسيطر عليها السنة (العراق) ودولة يسيطر عليها الشيعة (إيران) كان لها العديد من أوجه الشبه مع الأحداث في كربلاء، مما أدى إلى مزيد من استغلال التبجيل الإيراني للاستشهاد. كان ينظر إلى عراق صدام حسين على أنه المعتدي السني على الشعب الشيعي، وبالتالي أخذ دور يزيد الجديد في الخطاب السياسي الإيراني. أكد القادة الإيرانيون بشدة على أوجه التشابه بين كربلاء والحرب مع العراق من أجل الحفاظ على الدعم الشعبي للحرب والحفاظ على تدفق الجنود المتطوعين ثابتًا. كان عدد القتلى مرتفعاً بشكل غير عادي، حيث قتل أكثر من نصف مليون في الجانب الإيراني وحده. لتشجيع المتطوعين، وسع القادة الدينيون تعريف الشهيد، معلنين أن جميع القتلى في الحرب يجب أن يعتبروا شهداء للبلاد، وبالتالي للإسلام. حتى الجنود الإيرانيين غير المسلمين الذين ضحوا بأنفسهم في أداء واجبهم احتفى بهم نظام الملالي. على سبيل المثال، مهرداد نهرافاند، طيار من سلاح الجو الزرادشتي من مدينة جرجان، الذي تحطم عمدا طائرته F-4 في عمود من الدبابات العراقية بعد إسقاطه، تم الإشادة به باعتباره «شهيدا» على الرغم من دينه وتماثيله. أقيمت في مسقط رأسه. كان الأمر مشابهًا لحالة أردشير إسفاندبور، طيار مروحية زرادشتية من مدينة ميانه، والذي بعد أن أُسقط خلف خطوط العدو في معركة بالقرب من إيلام، استدعى عمدًا بضربة جوية على موقعه، التي كان العراقيون يحتجزونها. أو هوشانغ نوشيروانيان، نجار زرادشتي فقير من مدينة يزد، تم تجنيده في كتيبة سابر وهاجم بمفرده دبابة عراقية من أجل إنقاذ قائده، الأمر الذي كلفه مجلس مدينة يزد بتسمية الشارع له. حتى أولئك الذين لم يموتوا في المعركة ولكن جرحوا كانوا يطلقون على الشهداء الأحياء - لكن هذا الموقف لم يجلب نفس القدر من الحراك الاجتماعي مثل عائلات الذين ماتوا. بالإضافة إلى ذلك، قد يصنع القادة الإيرانيون أوجه تشابه بين الحرب والأحداث في كربلاء. في أحد الأمثلة التي لا تُنسى، أفاد التلفزيون الرسمي الإيراني عن مقتل 72 شخصًا في تفجير دموي بشكل خاص في إيران. وبينما كانت حصيلة القتلى أعلى في الواقع، فإن هذا العدد المفبرك يقابل عدد أتباع الحسين الذين استشهدوا في كربلاء. سميت المعارك كربلاء الثانية والثالثة وهكذا. تم التعاقد مع ممثلين للعب دور الإمام الغائب قبل المعارك الخطيرة، داعين الجنود للمشاركة في العمليات الانتحارية. وكُتب على شعارات على قمصان الجنود تقول «منحني الإمام الخميني إذناً خاصاً لدخول الجنة». لشهداء الحرب من غير المتزوجين، تم نصب طاولات أفراح فوق قبورهم، وهو تقليد جاء من وفاة قاسم رفيق الحسين في كربلاء الذي قُتل قبل زفافه مباشرة ووضعت جثته في الخيمة. حيث كان ينوي أن يتزوج. هذا التأكيد على الحياة بعد الموت والمقارنات باستشهاد الحسين، أحد أهم الشخصيات في الإسلام الشيعي، زود الدولة الإيرانية بالمتطوعين لهجمات الموجة البشرية، حيث كان الشباب يهاجمون الجبهات بحماية قليلة أو معدومة. في كثير من الأحيان كان الاستشهاد يعني القيام بعمليات انتحارية في ساحة المعركة، مثل المثال الشهير للطفل البالغ من العمر 13 عامًا محمد حسين فحميدة الذي ربط المتفجرات بجسده وركض تحت دبابة عراقية. تم الإعلان عن مثل هذه الأعمال على نطاق واسع وتم الإشادة بها على أنها استشهاد.

### بطلة قاسم سليماني
بعد وقت قصير من مقتله في 3 يناير 2020، تم استدعاء قائد الحرس الثوري الإيراني قاسم سليماني شهيدًا. ومنذ ذلك الحين تم ضمه إلى لائحة شهداء الفترة الثورية والحرب العراقية الإيرانية. إن تصوير سليماني كشهيد له أهمية خاصة لأنه ظهر على الفور على العديد من الملصقات والجداريات، وبالتالي وصل إلى جمهور كبير. على لوحة إعلانات "ولي العصر" سيئة السمعة في وسط طهران "تم ترميز تصوير استشهاد سليماني بطريقة تقلل من ارتباطه بالنظام، وتعزز الوحدة الوطنية الإيرانية، وتصوره كبطل للشعب ومن أجله. وبهذه الطريقة تتقلص استثنائيته كجنرال في فيلق الحرس الثوري الإيراني، فهو بطل بين الأحياء ومتاح للجميع، وقد يبدو بعيدًا بسبب وضعه الشهيد، لكنه أيضًا يشعر بأنه قريب من خلال التلميح إلى وجوده. البطولة قابلة للتقليد ويمكن تحقيقها من قبل المواطنين العاديين العاديين، إنها أسطورة للشهيد أعيدت تسميتها، وأصبحت مصقولة ودقيقة، مما زاد من ضبابية الخط الفاصل بين الدعاية الصلبة والناعمة وبين أيديولوجية النظام والقومية اليومية.